# Dietrich Mahnke
Dietrich Mahnke (* 17. Oktober 1884 in Verden; † 25. Juli 1939 in Fürth) war ein deutscher Philosoph und Mathematikhistoriker.
Mahnke legte das Abitur am Domgymnasium Verden ab und studierte bis 1906 Mathematik, Physik und Philosophie. Er war von 1911 bis 1927 Lehrer in Stade und Greifswald, von 1914 bis 1918 leistete er Wehrdienst als Offizier an der Westfront. 
1925 promovierte er an der Universität Freiburg über Leibniz (Leibnizens Synthese von Universalmathematik und Individualmetaphysik, Jahrbuch für Philosophie und phänomenologische Forschung 1925) bei Edmund Husserl und wurde 1926 Privatdozent in Greifswald, 1927 dann Professor für Philosophie in Marburg. Als Dekan 1932–1934 unterzeichnete er im November 1933 das Bekenntnis der Professoren an den deutschen Universitäten und Hochschulen zu Adolf Hitler. Im darauffolgenden Jahr wurde er Mitglied der SA.
Als Mathematikhistoriker beschäftigte er sich vor allem mit Leibniz und dessen Entwicklung der Infinitesimalrechnung (Neue Einblicke in die Entdeckungsgeschichte der höheren Analysis, 1925). Er arbeitete an der Herausgabe des mathematischen Briefwechsels von Leibniz, was nach seinem Tod von Joseph Ehrenfried Hofmann fortgesetzt wurde. Er starb bei einem Autounfall.
Mahnke war aktiv in der lutherischen Kirche. Er war nicht mit den Rassemaßnahmen1933 einverstanden.

## Werk
- Leibniz als Gegner der Gelehrteneinseitigkeit (1912)
- Der Wille der Ewigkeit (1917)
- Eine Neue Monadologie (1917)
- Die Neubelebung der Leibnizschen Weltanschauung (1920)
- Ewigkeit und Gegenwart, Eine Fichtische Zusammenschau (1922)
- Von Hilbert zu Husserl, Erste Einführung in die Phänomenologie, besonders die formale Mathematik (1923)
- Leibniz und Goethe: die Harmonie ihrer Weltansichten (1924)
- Neue Einblicke in die Entdeckungsgeschichte der höheren Analysis (1926)
- Ein unbekanntes Selbstzeugnis Leibnizens aus seiner Erziehertätigkeit (1931)
- Unendliche Sphäre und Allmittelpunkt, Beiträge zur Genealogie der mathematischen Mystik (1937)
- Die Rationalisierung der Mystik bei Leibniz und Kant (1939)